# Propylenglykol

Závislost tlaku par propylenglykolu na teplotě

Propylenglykol, známý také pod svým systematickým názvem propan-1,2-diol (též 1,2-dihydroxypropan, methylethylglykol nebo methylethylenglykol), je organická sloučenina (diol), obvykle slabě sladká viskózní kapalina bez barvy a zápachu, hygroskopická a mísitelná s vodou, acetonem a chloroformem.

## Chiralita
Propylenglykol obsahuje asymetrický atom uhlíku, takže existuje v podobě dvou stereoizomerů. Komerčně vyráběný propylenglykol je racemickou směsí. Opticky čisté izomery lze získat hydratací opticky čistého propylenoxidu.

## Výroba
Průmyslově se propylenglykol vyrábí hydratací propylenoxidu. Různé továrny používají nekatalyzovaný vysokoteplotní proces při 200–220 °C nebo katalytickou cestu při 150–180 °C za přítomnosti iontoměničové pryskyřice nebo malého množství kyseliny sírové nebo zásady. Výsledný produkt obsahuje 20 % propan-1,2-diolu, 1,5 % dipropylenglykolu a malé množství dalších polypropylenglykolů. Propylenglykol lze získat také přeměnou glycerolu, vedlejšího produktu při výrobě bionafty.

## Reakce
Propylenglykol lze jako každý primární a sekundární alkohol zoxidovat.
Oxidací sekundární alkoholové skupiny vzniká hydroxyaceton, oxidací primární skupiny vzniknou postupně laktaldehyd a kyselina mléčná. Úplná oxidace (obou alkoholových skupin) vytvoří kyselinu pyrohroznovou.

## Použití
Propylenglykol lze použít:
- jako jedna ze složek v bázi e-liquidů (elektronické cigarety, mlhovače apod.)
- jako zvlhčovadlo v medicíně, kosmetice, potravinách, zubních pastách, ústních vodách a tabákových výrobcích
- jako lékařský a sexuální lubrikant („osobní lubrikant“)
- jako emulgátor v angostuře a pomerančových nápojích z kategorie bitters
- jako rozpouštědlo pro potravinářské barvy a ochucovadla
- jako potravinářské aditivum (smáčedlo, zvlhčovadlo) označené jako E1520
- jako nosič pro vonné oleje
- jako bezpečnější nemrznoucí chladicí směs
- jako rozpouštědlo pro fotografické chemikálie, např. vývojky
- v generátorech kouře pro tvorbu umělého kouře při tréninku hasičů a pro divadelní účely
- v čističích rukou, antibakteriálních kapalinách a solných roztocích
- v kryotechnologiích
- jako hydraulická kapalina (např. v lisech)
- jako chladicí médium v kapalinových chladicích systémech
- k regulaci vlhkosti v humidorech na doutníky
- jako smrtící a uchovávací kapalina v pastích, obvykle pro chytání střevlíků
- k léčbě ketózy u zvířat
- jako hlavní součást deodorantů
- k odmrazování letadel[3]
- jako součást ultrafialových tetovacích inkoustů

Propylenglykol má podobné vlastnosti jako ethylenglykol (monoethylenglykol, MEG). (Poznámka: Propylenglykol může taktéž používat zkratku MEG, ale to je zkráceno z methylethylglykol.) Standardem je nahrazovat v průmyslu ethylenglykol propylenglykolem.

## Bezpečnost
Případy otrav propylenglykolem se vyskytly buď při nevhodném intravenózním použití nebo při náhodném požití dětmi. Orální toxicita propylenglykolu je velmi nízká. V jedné studii byli potkani krmeni potravou obsahující 5 % propylenglykolu po dobu 104 týdnů a neprojevilo se u nich žádné poškození zdraví. Kvůli nízké chronické orální toxicitě je propylenglykol obecně považován za bezpečný pro použití jako přímé aditivum do potravin.
K závažné otravě může dojít jen po požití extrémně velkých dávek během krátké doby, kdy koncentrace v krevní plazmě překročí 4 g/l. K požití takových dávek nemůže dojít při konzumaci přiměřených množství potravin nebo potravních doplňků obsahující nejvýše 1 g/kg propylenglykolu.
Americký úřad FDA označuje propylenglykol jako „všeobecně považovaný za bezpečný“ pro použití v potravinách, kosmetice a léčivech. Podobně jako ethylenglykol, i propylenglykol ovlivňuje biochemii organismu zvětšováním kyselosti. Propylenglykol je metabolizován na kyselinu pyrohroznovou, která je normálním metabolitem glukózy, kdežto ethylenglykol se metabolizuje na kyselinu šťavelovou, která je toxická.
Propylenglykol ovšem není schválen pro použití v krmivu pro kočky. FDA určil, že nebylo prokázáno na dostatečných vědeckých datech, že je propylenglykol pro takové použití bezpečný. Používání propylenglykolu je v USA považováno za falšování krmiva a je porušením Federal Food, Drug, and Cosmetic Act. 21CFR589.1001.
Dlouhodobý kontakt s propylenglykolem v zásadě nezpůsobuje podráždění kůže. Neředěný propylenglykol je mírně dráždivý pro oči a může způsobit lehkou přechodnou konjunktivitidu (vymizí po ukončení expozice). Expozice aerosolu propylenglykolu může vyvolat podráždění očí a horních dýchacích cest. Vdechování par propylenglykolu za běžných situací nepřináší žádná významná rizika. U některých osob však vdechování mlhy propylenglykolu může způsobit podráždění. Proto je nutné se vdechování aerosolu vyhnout. Některé výzkumy doporučují, aby se propylenglykol nepoužíval tam, kde je pravděpodobné vdechování aerosolu nebo jeho kontakt s očima, například při tvorbě mlhy při divadelních produkcích nebo v nemrznoucích roztocích pro nouzové výplachy očí.
Propylenglykol nezpůsobuje senzibilizaci a nebyla prokázána jeho karcinogenita ani genotoxicita.
Článek v magazínu Clinical Journal of Medicine uvádí dva případy, kdy se u dospělých mužů objevila psychóza po použití propylenglykolu v injekcích fenytoinu. Oba pacienti byli převedeni na Cerebyx (fosfenytoin sodný), aby nepřicházeli do kontaktu s propylenglykolem jakožto součástí rozpouštědla.

### Alergická reakce
Výzkumy naznačují, že osoby, které netolerují propylenglykol, pravděpodobně trpí zvláštní formou podráždění, ale jen zřídka se vyvine alergická kontaktní dermatitida. Jiní výzkumníci míní, že výskyt alergické kontaktní dermatitidy na propylenglykol může být větší než 2 % u pacientů s ekzémem.
Pacienti s vulvodynií a intersticiální cystitidou mohou být na propylenglykol zvlášť citliví. Ženy bojující s kvasinkovými infekcemi také mohou zjistit, že některé volně prodejné krémy vyvolávají intenzivní pálení. Ženy po menopauze, které potřebují používat estrogenní krémy, mohou zjistit, že krémy s propylenglykolem často způsobují silné nepříjemné pálení okolo vulvy a řitního otvoru. V takových případech si lze nechat v lékárně namíchat krém neobsahující propylenglykol.